# Zürcher Kantonalbank
La Zürcher Kantonalbank è una banca cantonale svizzera del Canton Zurigo. Sebbene la sua attività principale si trovi nel proprio cantone, è ora attiva a livello nazionale e internazionale. Con un patrimonio totale di 188,4 miliardi di franchi svizzeri, è la più grande banca cantonale e la quarta banca svizzera.

## Storia
La banca è stata fondata nel 1870. La base per ciò fu posta dalla Costituzione cantonale di Zurigo del 1869, dove l'articolo 24 recitava: «[Lo Stato] istituirà una banca cantonale per promuovere il sistema creditizio generale».

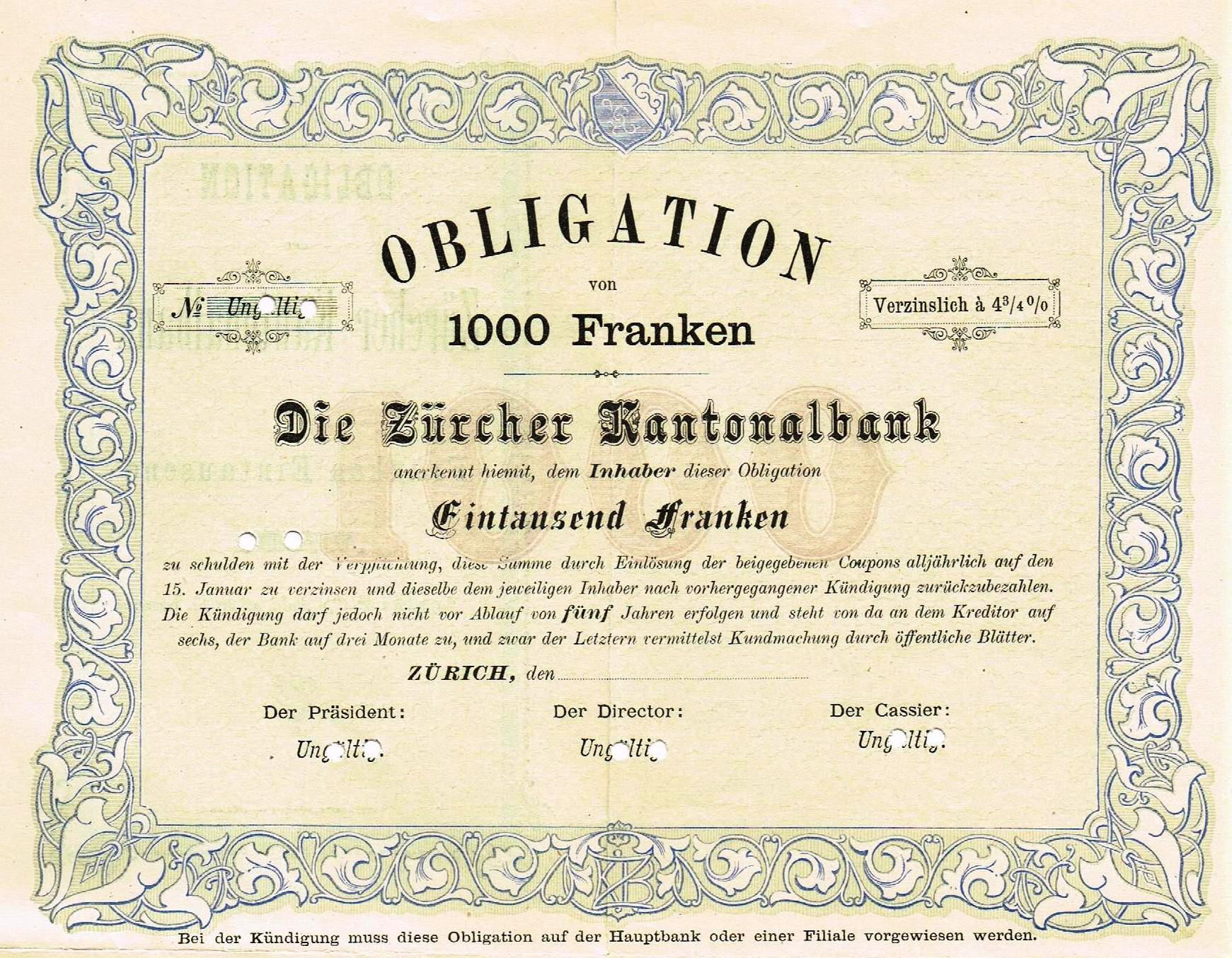
Obbligazione del 4,75% da 1000 franchi della Zürcher Kantonalbank del 1879

L'idea di una banca statale fu portata avanti in gran parte da Johann Jakob Keller (1823–1903), politico democratico e imprenditore dell'Oberland Zurighese. La banca nasce con lo scopo di concedere prestiti ad agricoltori e artigiani a condizioni vantaggiose.

### Anni 2000
Da sempre attiva nel settore ipotecario e creditizio, nonché nel settore degli investimenti e della previdenza e, con un patrimonio dei clienti di circa 333,3 miliardi di franchi, è uno dei cinque maggiori gestori patrimoniali della Svizzera. In qualità di istituzione pubblica indipendente del Cantone di Zurigo, gode di una garanzia statale illimitata. Il Cantone è responsabile di tutti gli impegni della Zürcher Kantonalbank nella misura in cui i suoi fondi propri siano insufficienti. La solvibilità della Zürcher Kantonalbank è valutata al primo posto dalle tre agenzie di rating, Standard & Poor's, Moody's e, dal gennaio 2009, anche da Fitch Ratings, come unica banca in Svizzera e una delle poche banche al mondo.

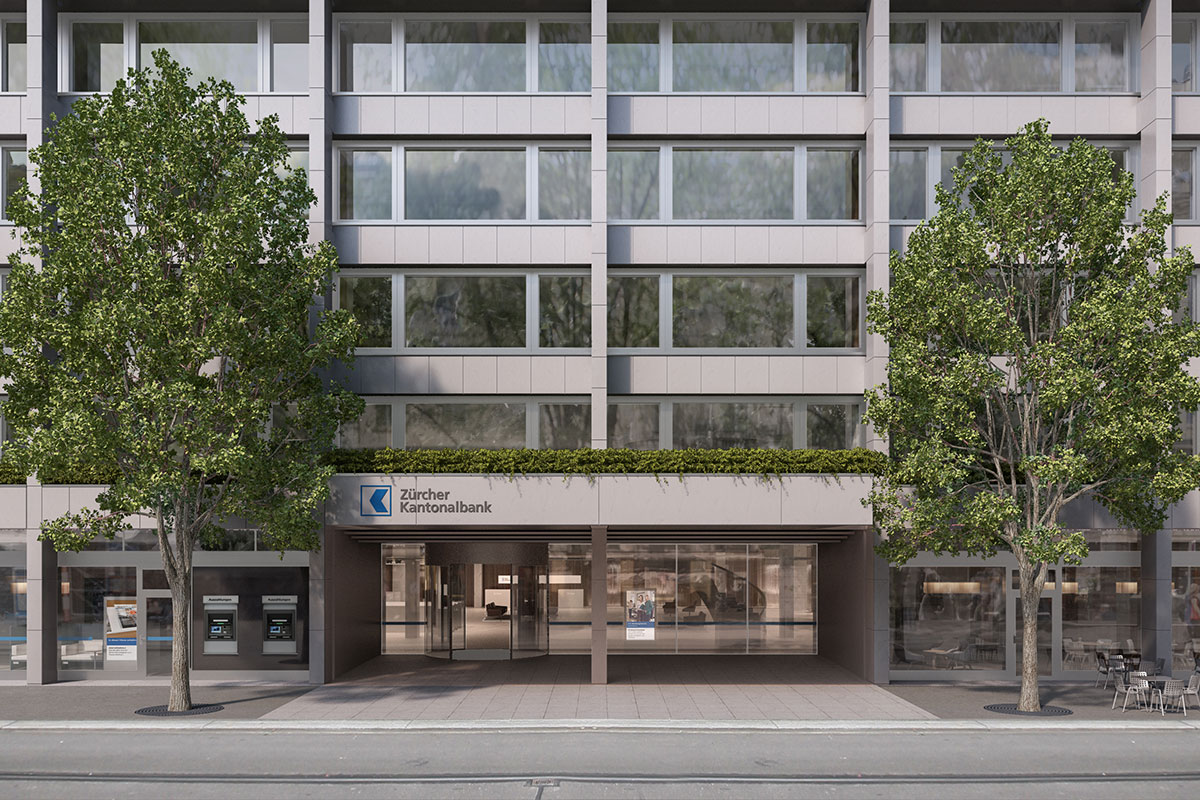
Sede centrale in Bahnhofstrasse a Zurigo

Le sue attività principali comprendono i finanziamenti, gli investimenti e la gestione patrimoniale, il trading e i mercati dei capitali, nonché le passività, il traffico dei pagamenti e le operazioni con carte.
Il 10 dicembre 2014 la banca ha acquisito e integrato Swisscanto Holding AG con effetto retroattivo al 1º luglio 2014.